# Halystes
Halystes is een geslacht van weekdieren uit de klasse van de Gastropoda (slakken).

## Soort
- Halystes chimaera B. A. Marshall, 1988